# قرص البوصلة

وردة البوصلة تظهر الشمال الحقيقي والشمال المغناطيسي، مع ملاحظة الفارق بين الدائرة الداخلية والخارجية

قرص البوصلة (بالإنجليزية: compass rose)‏ وأحيانا تسمى وردة الرياح (بالإنجليزية: Windrose)‏، هي رسم أو شكل يوجد على البوصلة أو الأطلس أو الخرائط الملاحية، تستخدم لعرض الجهات الأصلية الأربعة: شمال وشرق و جنوب وغرب، والنقاط الوسيطة أو المتوسطة بينهم.
كما أنها أيضا فاصلة عن علامات الإدراج الموجودة على البوصلة المغناطيسية التقليدية، حيث أن الشمال الحقيقي مثلا يختلف بمقدار قدر ضئيل عن الشمال المغناطيسي، ولذا فإن وردة البوصلة تسعي لتحديد الاتجاهات الأربعة الحقيقية وليست المغناطيسية.
في عالم اليوم، فإن فكرة وردة البوصلة موجودة على أو تظهر في جميع أنظمة الملاحة تقريبا، بما في ذلك الخرائط الملاحية، والمنارات غير الموجهة، وأنظمة تحديد المواقع العالمي و المعدات المماثلة
.